# Floribundaria subintegra
Floribundaria subintegra là một loài Rêu trong họ Meteoriaceae. Loài này được Broth. mô tả khoa học đầu tiên năm 1927.